# Quang Hưng, Hưng Yên
Quang Hưng là một xã thuộc tỉnh Hưng Yên, Việt Nam.

## Địa lý
Xã Quang Hưng nằm ở phía đông tỉnh Hưng Yên, có vị trí địa lý:
- Phía đông giáp các xã Bắc Thanh Miện, Nam Thanh Miện và Thanh Miện của thành phố Hải Phòng.
- Phía bắc giáp xã Hải Hưng của thành phố Hải Phòng.
- Phía tây giáp xã Đoàn Đào.
- Phía nam giáp xã Tiên Tiến.
- Phía tây bắc giáp xã Nguyễn Trãi.

### Điều kiện tự nhiên
- Đất đai canh tác có độ phì nhiêu tương đối cao, nhờ được phù sa sông Hồng bồi đắp và quá trình chăm bón sản xuất hàng năm cho cây trồng.

### Địa hình
- Địa hình xã tương đối phẳng. Cốt đất cao +2m so với mực nước biển.

### Khí hậu
- Khí hậu xã Quang Hưng nằm trong vùng nhiệt đới ẩm.
- Một năm có 4 mùa rõ rệt: xuân - hạ - thu - đông.
- Nhiệt độ trung bình hàng năm là 23 °C.
- Lượng mưa trung bình hàng năm là 1600ml - 1700ml.

### Sông ngòi
Có hệ thống sông Cửu An chạy dọc từ xã Minh Tân đến ngã ba giáp Nhật Quang dài 7 km là đường phân giới tự nhiên với các xã của huyện Thanh Miện, tỉnh Hải Dương. Thuận tiện cho vận tải đường thủy, tàu chở 200 tấn hàng ngày đi lại dễ dàng. Sông Hòa Bình chạy dài nối với sông Cửu An từ thôn Quang Xá đến thị trấn Trần Cao và đi vào các xã phía trong, hệ thống sông này chạy dọc theo đường quốc lộ 38B cung cấp nước cho sản xuất nông nghiệp của các thôn Quang Xá, Thọ Lão và các thôn trong xã Tống Phan.

## Lịch sử
Trước Cách mạng Tháng Tám 1945, xã Quang Hưng nằm trong tổng Viên Quang là một trong 6 tổng của huyện Phù Cừ có 8 làng gồm: Viên Quang, Quang Xá (có nhị thôn Phú Mỹ và thôn Nguyễn), Thọ Lão, Ngũ Lão, Phan Xá, Tống Xá, Vũ Xá và Trần Xá (có nhị thôn Thượng và Hạ).
Sau Cách mạng Tháng Tám năm 1945 thành công đến tháng 3 năm 1946, các xã mới được thành lập. Xã Quang Hưng được thành lập có 4 thôn là Viên Quang, Quang Xá (hợp nhất 2 thôn Phú Mỹ và thôn Nguyễn), Thọ Lão, Ngũ Lão. Vũ Xá, Tống Xá và Phan Xá sáp nhập vào xã Tống Phan. Trần Xá sáp nhập vào xã Trần Cao.
Ngày 26 tháng 1 năm 1968, tỉnh Hưng Yên hợp nhất với tỉnh Hải Dương thành tỉnh Hải Hưng và xã Quang Hưng thuộc huyện Phù Cừ, tỉnh Hải Hưng.
Ngày 11 tháng 3 năm 1977, Hội đồng Chính phủ ban hành Quyết định 58-CP về việc hợp nhất hai huyện Phù Cừ và Tiên Lữ thành huyện Phù Tiên và xã Quang Hưng thuộc huyện Phù Tiên, tỉnh Hải Hưng.
Ngày 6 tháng 11 năm 1996, Quốc hội ban hành Nghị quyết về việc chia tỉnh Hải Hưng thành 2 tỉnh Hải Dương và Hưng Yên và xã Quang Hưng thuộc huyện Phù Tiên, tỉnh Hưng Yên.
Ngày 24 tháng 2 năm 1997, Chính phủ ban hành Nghị định 17-CP về việc chuyển xã Quang Hưng thuộc huyện Phù Tiên về huyện Phù Cừ mới tái lập quản lý.
Ngày 16 tháng 6 năm 2025, Ủy ban Thường vụ Quốc hội ban hành Nghị quyết số 1666/NQ-UBTVQH15 về việc sắp xếp các đơn vị hành chính cấp xã của tỉnh Hưng Yên năm 2025. Theo đó, sắp xếp toàn bộ diện tích tự nhiên, quy mô dân số của thị trấn Trần Cao và các xã Minh Tân (huyện Phù Cừ), Tống Phan, Quang Hưng thành xã mới có tên gọi là xã Quang Hưng.

## Giao thông
- Quang Hưng có đường quốc lộ 39B nối từ Hưng Yên với thành phố Hải Phòng. Đoạn chạy qua xã dài 2 km từ thị trấn Trần Cao cũ đến cầu Tràng.

(Năm 2008 đổi thành quốc lộ 38B nối từ phường Đồng Văn, thị xã Duy Tiên tỉnh Hà Nam đi qua Hưng Yên đến thành phố Hải Dương được nâng cấp thành đường tiêu chuẩn cấp 3 đồng bằng).
- Đường 201 là tuyến đường do huyện quản lý (Được đặt tên năm 2000) nối từ đê thôn Võng Phan, xã Tống Trân chạy qua xã Minh Tiến, Đình Cao, Nhật Quang nối với đường 39B, điểm nối tại thôn Quang Xá, xã Quang Hưng dài 14 km, được nâng cấp thành đường cấp 4 đồng bằng.
- Đường vành đai của huyện thuộc tuyến đê sông Tây Kẻ Sặt được nối từ đường 39B, điểm nối từ thôn Quang Xá đến thôn Phương Bồ, xã Phan Sào Nam, đoạn chạy qua địa bàn xã dài 3500m, được nâng cấp đạt tiêu chí đường cấp 4 đồng bằng, là các tuyến đường giao thông quan trọng của Nhà nước, đi qua địa phương, tạo thế mạnh cho địa phương đẩy mạnh giao lưu phát triển kinh tế.